# غريت ستوتون (كامبريدجشير)
غريت ستوتون (بالإنجليزية: Great Staughton)‏ هي قرية و أبرشية مدنية تقع في المملكة المتحدة في إنجلترا.